# 店埠河站
店埠河站是中华人民共和国安徽省合肥市肥东县长江东路与撮镇路交叉口地下，是合肥轨道交通2号线的地铁车站。车站于2023年12月26日启用。

### 车站楼层
| B1 | 站厅                           | 出入口、票务服务、自动售票机、人工服务台 |  |
| B2 |                                | █ 2号线列车往南岗方向 （对河）           |  |
| B2 | 岛式站台                       |                                          |  |
| B2 | █ 2号线列车往撮镇方向 （排头） |                                          |  |

## 车站结构
店埠河站沿长江东路东西向布置。车站为地下二层岛式车站。